# The Downtown Fiction
The Downtown Fiction es una banda de pop punk estadounidense, originaria de Fairfax, Virginia tiene contrato discográfico con Photo Finish Records. Después de dos EP, el primer álbum de estudio de la banda,"Let's Be Animals" fue lanzado el 25 de abril de 2011.

## Carrera musical

### Inicios
El vocalista y líder del grupo, Cameron Leahy conoció al baterista Eric Jones en la secundaria, donde se convirtieron en amigos. Tenían un interés común por la música, y formaron "The Downtown Fiction" en el verano de 2008. Publicaban periódicamente sus canciones en la página de Myspace del grupo, donde empezaron a tener sus primeros fanes.
Necesitando un bajista, Cameron y Eric integraron a David Pavluk a la banda, quien también realiza las segundas voces de algunas canciones.
"The Downtown Fiction" está inspirado en la película favorita de Cameron y Eric, Pulp Fiction.

### Actualidad
The Downtown Fiction estuvo en gira durante un año, y pronto firmó por Photo Finish Records, una empresa discográfica de Nueva York. Fueron Parte del Bamboozle Road Show 2010 y del Warped Tour 2010, y fueron elegido dentro de las “100 Bandas que Necesitas Conocer” publicado por Alternative Press.
Un EP homónimo fue lanzado en marzo de 2009, con algunos de sus éxitos emergentes como "Is Anybody Out There?" y "Living Proof". Este EP fue seguido por un nuevo EP en 2010, llamado "Best I Never Had". En agosto de 2010 la banda realizó su primer videoclip para la canción "I Just Wanna Run", esta canción se convirtió rápidamente en su canción más exitosa, siendo su primer sencillo para su álbum "Let's Be Animals". "The Downtown Fiction" grabó su tercer EP, "The Double EP", donde incorporaron canciones de sus dos EP anteriores y una canción de promoción, "Keep on Moving". A fines de febrero de 2011 comienzan su primera gira llamada "The Glamour Kills Tour", donde contaron con artistas como The Ready Set, Allstar Weekend, We Are The In Crowd, y Marianas Trench. A principios de abril de 2011 "The Downtown Fiction" lanzó su sencillo promocional y videoclip para su álbum "Let´s Be Animals", titulada "Thanks For Nothing".

## Miembros
- Cameron Leahy - lead vocals, guitar
- David Pavluk - bass, backing vocals
- Kyle Rodgers - percussion
- Wes Dimond - live guitar

## Apariciones en los medios
- La canción "Living Proof" fue puesta en el segundo episodio de la segunda temporada de Jersey Shore
- La canción "Best I Never Had" fue puesta en el primer episodio de la tercera temporada de Jersey Shore.
- Fueron incluidos dentro de "Las 100 Bandas que Debes Conocer".
- "I Just Wanna Run" fue tocada en el episodio "Goin' South" de Jersey Shore.
- Las canciones "When You're Around," "No Typical Thursday Night," "Your Voice," y "Take Me Home' son tocadas en cuatro episodios diferentes de The Hard Times of RJ Berger.

## Discografía
- The Downtown Fiction (2009)
- Best I Never Had (2010)
- The Double (EP) (2010)
- Let's Be Animals (2011)
- Pineapple (2011)
- Losers & Kings (2014)

- Datos: Q2735603